# Limtræ
Limtræ er en type lamineret træprodukt, der består af mange lag tømmer, der sidder sammen med holdbart, fugtresistent lim. De kan bruges til både vertikale søjler og horisontale bjælker, men kan også bruges til at lave bøjede eller kurvede buer. Det produceres i mange størrelser og af forskellige typer tømmer alt afhængig af kravene til det endelige produkt. Samlingerne bliver normalt lavet med bolte og stålbeslag.
Limtræ optimerer den strukturelle styrke i træ og er et alternativ til mere traditionelle materialer som stål og I-bjælker. De kan fremstilles af mange mindre træer, der høstes efter få års vækst, og gør det derfor hurtigere at producere store lange bjælker end at vente på ét træ gror sig stort nok til at kunne levere noget i samme størrelse. Som med andre typer behandlet træ reducerer det mængden af træ, der skal bruges til at opnå en bestemt styrke, idet man kan undgå misvækst og knaster, som ellers findes i normalt træ.
Limtræ bruges bl.a. som skelet i huse, men også i større strukturer som broer og lufthavne mv. hvor træet er synligt.